# NGC 7061
NGC 7061 هي مجرة إهليلجية تبعد حوالي 414 مليون سنة ضوئية تقع في كوكبة الهندي (كوكبة). وهو جزء من مجموعة صغيرة من المجرات تسمى [CHM2007] تم اكتشافه من قبل عالم الفلك جون هيرشل في 30 سبتمبر 1834.

## وصلات خارجية
- NGC 7061 على موقع ويكي سكاي: DSS2, SDSS, GALEX, IRAS, Hydrogen α, X-Ray, Astrophoto, Sky Map, Articles and images